# Воробьёв, Алексей Иванович
Воробьёв Алексей Иванович — Герой Советского Союза, командир взвода инженерно-минной роты 22-й гвардейской мотострелковой бригады (6-й гвардейский танковый корпус, 3-я гвардейская танковая армия, 1-й Украинский фронт), гвардии старшина.

## Биография
Родился 12 октября 1915 года в деревне Сюрла-Три Акрамовской волости Козьмодемьянского уезда (ныне Моргаушского муниципального округа Чувашской Республики) в крестьянской семье. По национальности — чуваш. Окончил Моргаушскую среднюю школу. В 1936—1939 годах служил в Красной Армии. После возвращения домой, работал в колхозе.
После начала Великой Отечественной войны в августе 1941 года вновь призван в армию Сундырским райвоенкоматом. Воевал на Центральном, Брянском, Воронежском, 1-м Украинском фронтах. Член ВКП(б)/КПСС с 1943 года. К весне 1945 года гвардии старшина Воробьёв — командир взвода инженерно-минной роты 22-й гвардейской мотострелковой бригады.
В ночь на 24 апреля 1945 года при форсировании канала Тельтов в Берлине переплыл на вражеский берег и разведал систему обороны противника. Наметил удобное выбрав место для создания плацдарма, куда и начал переправлять батальон. Сделал 16 рейсов на лодке. Несмотря на ранение остался в строю. На захваченном плацдарме вместе со взводом проделывал проходы в заграждениях и минных полях противника.
Указом Президиума Верховного Совета СССР от 27 июня 1945 года за образцовое выполнение заданий командования и проявленные мужество и героизм в боях с немецко-фашистскими захватчиками гвардии старшине Воробьёву Алексею Ивановичу присвоено звание Героя Советского Союза с вручением ордена Ленина и медали «Золотая Звезда» (№ 7843).
После окончания войны А. И. Воробьёв вернулся домой, начал работать преподавателем военной подготовки Моргаушской средней школы, где когда-то учился сам. Затем был избран председателем колхоза им. Будённого. После объединения мелких хозяйств в 1951 году работал заместителем председателя уже укрупненного передового Моргаушского колхоза. Неоднократно избирался депутатом райсовета, был членом райкома КПСС. Трагически погиб при исполнении служебных обязанностей 22 октября 1952 года. Похоронен на кладбище села Малиновка Моргаушского района Чувашии.

## Награды
- Герой Советского Союза.
- Орден Ленина.
- Орден Отечественной войны 2-й степени (дважды).
- Орден Красной Звезды.
- Медали.

## Память
В честь А.И. Воробьёва на здании Моргаушской школы установлена мемориальная доска. Его именем названа улица в родной деревне. В советское время его имя носила пионерская дружина.